# Eremodraba schulzii
Eremodraba schulzii är en korsblommig växtart som beskrevs av Al-shehbaz. Eremodraba schulzii ingår i släktet Eremodraba och familjen korsblommiga växter. Inga underarter finns listade i Catalogue of Life.